# Peter Pfefferkorn (Maler)
Peter Pfefferkorn (* 21. Mai 1940 in Zwickau) ist ein deutscher Holzstecher und Maler.

## Leben und Werk
Pfefferkorns Eltern waren Joachim und Ruth Pfefferkorn. Sein Vater war Eigentümer der Decken-Weberei Robert Pfefferkorn in Hohenstein-Ernstthal, wo Pfefferkorn aufwuchs. Der Familie gehörte dort auch die Villa Pfefferkorn.
Pfefferkorns Vater fiel als Soldat der Wehrmacht kurz vor Ende des Zweiten Weltkriegs. Pfefferkorns Mutter musste ihn und seinen Bruder, den späteren Bühnenbildner Axel Pfefferkorn (* 1943), allein aufziehen und leitete gemeinsam mit ihrer Schwägerin das Unternehmen. Der Betrieb wurde 1972 enteignet und in Volkseigentum überführt. Nach der deutschen Wiedervereinigung wurde er stillgelegt, die Immobilie an die Familie rückübertragen.
Pfefferkorn absolvierte ab 1958 in Leipzig eine Lehre als Gebrauchswerber und arbeitet dann in seinem Beruf. Von 1961 bis 1964 studiert er an der Fachschule für angewandte Kunst in Leipzig und von 1964 bis 1969 an der Hochschule für Grafik und Buchkunst. Die Grundausbildung im Zeichnen und Aquarellieren erhielt er von Werner Tübke. Gerhard Kurt Müller gab ihm eine hervorragende Ausbildung im Holzstich. Dieser heute seltenen Technik blieb Pfefferkorn bis in das hohe Alter fest verbunden. Weitere Lehrer Pfefferkorns waren Rolf Kuhrt und Hans Mayer-Foreyt. Für das Diplom schuf Pfefferkorn Holzstiche zu Maxim Gorkis Drei Erzählungen von Helden. Danach arbeitete er in Leipzig als freischaffender Künstler, vor allem als Holzstecher. U. a. die Deutsche Hochschule für Körperkultur erwarb Arbeiten Pfefferkorns für ihre Sammlung Sport in der bildenden Kunst der DDR. Pfefferkorn war von 1973 bis 1990 Mitglied des Verband Bildender Künstler der DDR.
Er hatte ab 1973 eine bedeutende Zahl von Ausstellungen in beiden Teilen Deutschlands, in Österreich, der Schweiz, in Frankreich, Italien und der UdSSR und nach der deutschen Wiedervereinigung in der Bundesrepublik.
Um 2003 beendete Pfefferkorn seine Arbeit als Holzstecher und wendete sich ganz der Malerei zu.
Pfefferkorn ist mit Anne Pfefferkorn verheiratet.
Die 2014 in München gegründete gemeinnützige Luisoder & Pfefferkorn Stiftung widmet sich unter anderem dem Erwerb, dem Sammeln, Erhalt und der wissenschaftlichen Einordnung der Werke Pfefferkorns.

## Rezeption
„Peter Pfefferkorn versteht sich als Moralist. Er nimmt Stellung, stellt Fragen, mischt sich ein, erzählt. Abstraktion als Verzicht auf das konkrete Abbild der Wirklichkeit hat den Künstler nie interessiert.
Die Malerei Pfefferkorns orientiert sich an den Techniken der italienischen Renaissance, vor allem der des Lasierens. Vor allem über die Themen Tanz, Theater sowie religiöse Motive und Parabel, Allegorie und Symbol entwickelt der Künstler hier einen ganz eigenen pfefferkornschen Duktus.“

## Ausstellungen (unvollständig)

### Personalausstellungen
- 1976: Erfurt, Angermuseum
- 1981: Torgau, Kreismuseum
- 1982: Karl-Marx-Stadt, Galerie Schmidt-Rottluff

### Teilnahme an zentralen und wichtigen regionalen Ausstellungen in der DDR
- 1972, 1974, 1979 und 1985: Leipzig, Bezirkskunstausstellungen
- 1972/1973, 1977/1978 und 1987/1988: Dresden, VII., VIII. und X. Kunstausstellung der DDR
- 1974: Berlin, Altes Museum („25 Jahre Graphik in der DDR. 1949–1974“)
- 1977: Leipzig, Messehaus am Markt („Kunst und Sport“)
- 1982: Leipzig („10 Jahre Leipziger Grafikbörse“)
- 1983: Berlin und weitere Städte („Karl Marx. Künstlerbekenntnisse“)
- 1986: Magdeburg, Kloster Unser Lieben Frauen („Grafik in den Kämpfen unserer Tage“)